# Wモーターズ
Wモーターズ（W Motors）は、ドバイの自動車メーカー。

## 概略
2012年にレバノンのベイルートで設立され、ドバイへ移転した。登記上の本社はドバイだが、実質的な開発、製造の拠点はオーストリアのグラーツ

## ラインナップ

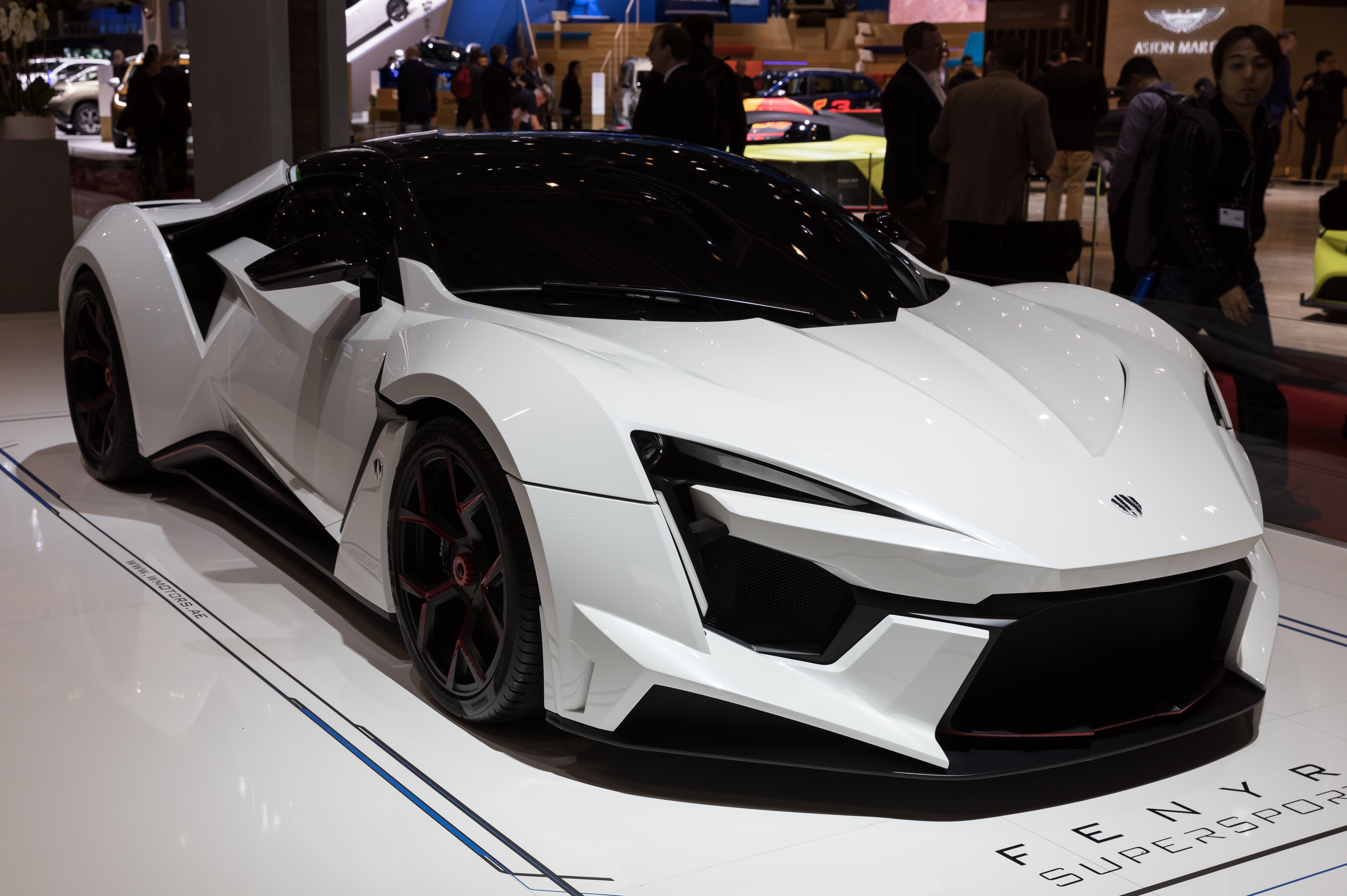
ファニア・スーパースポーツ

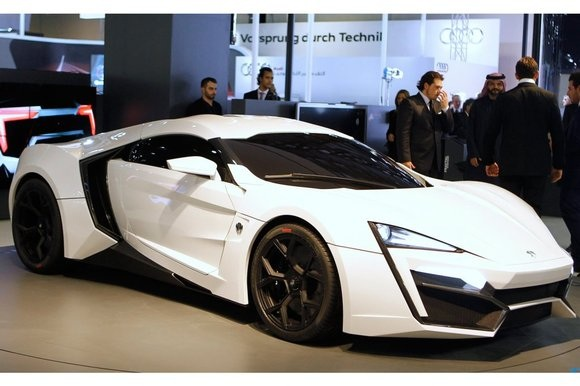
ライカン ハイパースポーツ
ワイルドスピードシリーズの第7作目「ワイルド・スピード SKY MISSION」の劇中にてビルからビルへ飛び移る場面でレプリカが使用された。世界で5台のみの限定生産でオーストリアのマグナ・シュタイアとドイツのRUFオートモービルが製造を手がけた。
排気量 3.7L　
エンジン 水平対向型6気筒ツインターボ、760馬力/7,100rpm：101.7kgm/4,000rpm
ライカン ロードスター
5台が製造され、2台はクラッシュテスト用で3台のみが販売予定。
フェニア・スーパースポーツ
2017年にドバイ国際モーターショーで発表されたモデルでオーストリアのマグナ・シュタイアの協力で開発され、グラーツで製造される。25台の限定生産で、価格は185万ドルになる予定。
ファニア・スーパースポーツ HSF
レース仕様